# Sophie Mörner
Sophie Mörner, född 2 februari 1976, är en svensk fotograf och kurator.
Sophie Mörner är dotter till greve Nils Mörner och Antonia Ax:son Johnson samt tvillingsyster till Axel Mörner och yngre syster till Caroline Berg och Alexandra Mörner (född 1968).
Hon utbildade sig till fotograf på Tisch School of the Arts på New York University i New York. Hon hade sin första separatutställning, "Androgynous portraits 1999–2003", i Stockholm 2007. Hon grundade 2004 förlaget Capricious Publishing i New York och 2014 galleriet Company Gallery, också i New York.
I augusti 2018 ingick hon äktenskap med konstnären Cajsa von Zeipel.